# EM Client
eM Client – czeskie oprogramowanie o charakterze klienta poczty elektronicznej, umożliwiające zarządzanie wiadomościami pocztowymi, kalendarzami, zadaniami i kontaktami.
eM Client dostępny jest w wersjach dla systemów Microsoft Windows i macOS. Zaczął być rozwijany w 2006 roku.
Darmowa wersja programu jest przeznaczona do użytku niekomercyjnego i oferuje obsługę maksymalnie dwóch kont pocztowych. Płatna licencja Pro umożliwia wykorzystywanie programu do celów komercyjnych, wprowadza obsługę nieograniczonej liczby kont oraz kilka dodatkowych funkcji. 
eM Client jest szeroko stosowany również poza granicami Czech.